# Маячка (заказник)
Мая́чка — ландшафтний заказник місцевого значення. Об'єкт розташований на території Олександрівського району Донецької області, на території Староварварівської сільської ради.
Площа — 85 га, статус отриманий у 2018 році.
Балка, що впадає до притоки Казенного Торця — річка Маячка, на схилах якої трапляються фрагменти різнотравно-типчаково-ковилових та чагарникових степів. Рослинність представлена 182 видами.